# سقوط حران
سقوط حران به محاصره و تصرف شهر حران، به عنوان آخرین پایگاه امپراتوری آشوری نو توسط نیروهای متحد پادشاهی ماد و امپراتوری بابل نو اشاره دارد.

## پیش زمینه
امپراتوری آشوری نو، که از سال ۶۳۹ پ.م از کاهش قدرت خود رنج می‌برد و در نهایت با حمله بابلیان و مادها به سرزمین‌های خود مواجه شد. شهر آرافا در ۶۱۵ پ.م و پس از آن آشور پایتخت مذهبی و قدیمی امپراتوری در ۶۱۴ پ.م، و سرانجام نینوا معروف، جدیدترین پایتخت آشور، در ۶١٢ پیش از میلاد سقوط کرد. علی‌رغم کشتارهای وحشیانه پس از آن، آشوریان به عنوان یک نهاد سیاسی دوام آورده و تحت سلطنت پادشاه جدید خود، آشور-اوبالیت دوم، به حران فرار کردند. ایجاد حران به عنوان پایتخت جدید آشوری‌ها توجه پادشاه بابل، نبوپلسر و پادشاه مادها، هُووَخْشَتْرَه را جلب کرد که مصمم بودند برای همیشه خطر تهدید دوباره آشور را از بین ببرند.

## محاصره
گاهشمار آشوری پس از ۶۱۰ پ.م دیگر رویدادی ثبت نمی‌کند - تاریخ احتمالی محاصره. این محاصره یک سال دیگر ادامه داشت تا اینکه سرانجام شهر در ۶۰۹ پ.م سقوط کرد. از خود محاصره اطلاعات زیادی در دست نیست - فرض بر این است که آشور-اوبالیت دوم در جنگ کشته شده است.

## عواقب
با سقوط حران ، امپراتوری آشور به عنوان یک کشور حیات خود را از دست داد . بازماندگان ارتش امپراتوری آشور سابق با نیروهای مصری که در مگیدو جمع شده بودند ادغام شدند. در سال ۶۰۵ پ.م، بابلی‌‌ها دوباره موفق شدند، زیرا آنها مصری‌ها را به همراه بخشی از ارتش آشور سابق در کارکمیش شکست دادند و به مداخله مصر در خاور نزدیک خاتمه دادند.